# Elasmus punctatus
Elasmus punctatus är en stekelart som beskrevs av Howard 1894. Elasmus punctatus ingår i släktet Elasmus och familjen finglanssteklar. Inga underarter finns listade i Catalogue of Life.